# Boophis viridis
Espèce
Statut de conservation UICN

 LC  : Préoccupation mineure
Boophis viridis est une espèce d'amphibiens de la famille des Mantellidae.

## Répartition
Cette espèce est endémique de Madagascar. Elle se rencontre entre 350 et 1 000 m d'altitude dans l'est de l'île, entre la presqu'île de Masoala jusqu'à la réserve spéciale de Kalambatritra.

## Publication originale
- Blommers-Schlösser, 1979 : Biosystematics of the Malagasy frogs II. The genus Boophis (Rhacophoridae). Bijdragen tot de Dierkunde - Contributions to Zoology, vol. 49, p. 261-312.